# Mariä Krönungsbildstock (Schwarzenau)

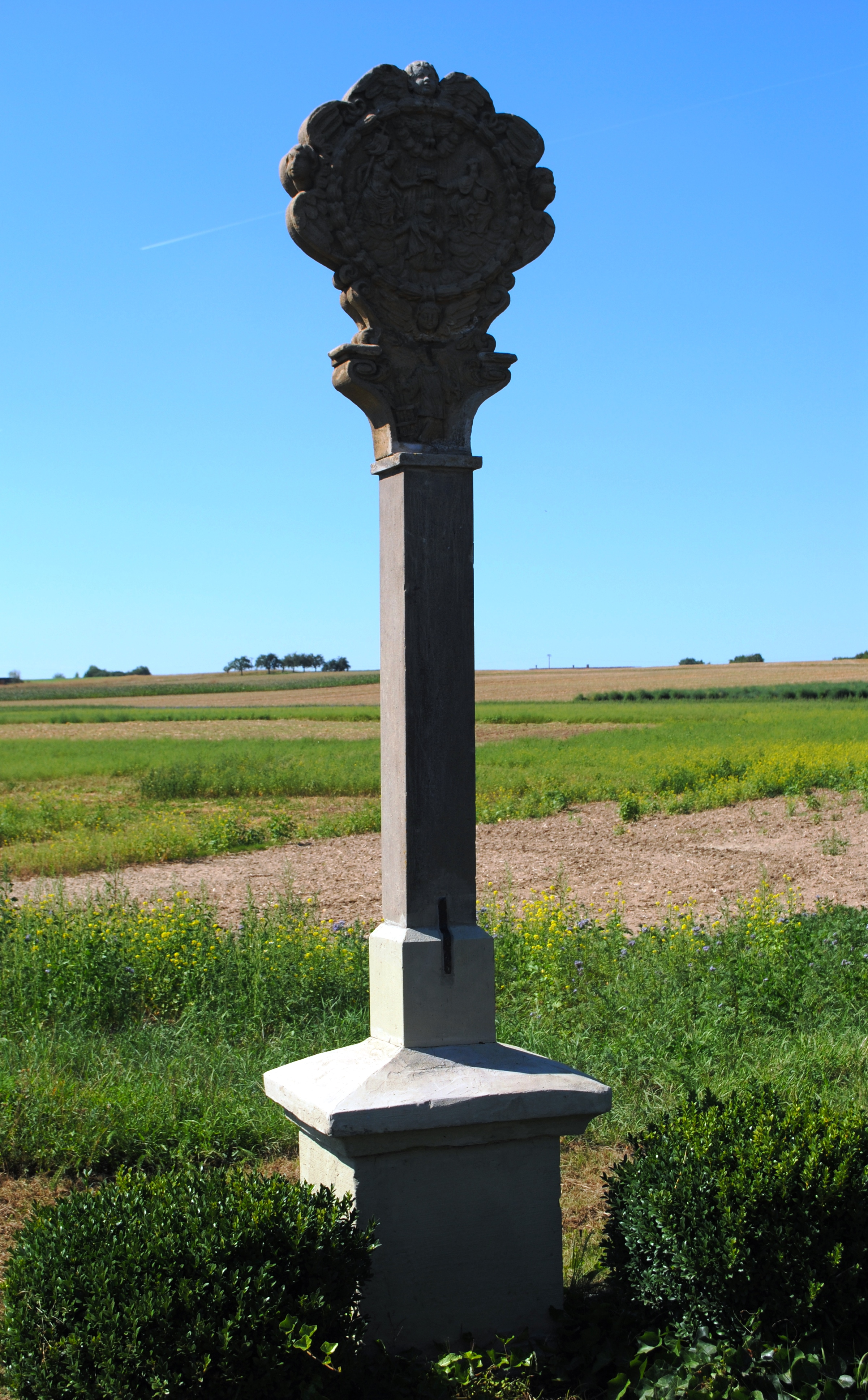
Der Bildstock am Dorfrand

Der Mariä Krönungsbildstock ist eine Marter auf der Gemarkung des Ortes Schwarzenau. Er steht an der Kreuzung der alten Landstraße nach Dettelbach und dem Weg nach Neuses am Berg.

## Geschichte
Der Bildstock wurde zu Beginn des 18. Jahrhunderts errichtet. Eine Inschrift auf der Säule erwähnt das Jahr 1713. Der Bildstock inspirierte ein Ehepaar im Jahr 1737 zur Stiftung einer fast identischen Marter, die in der Nähe der Dettelbacher Steigmühle aufgestellt wurde. Ob das Pendant in Dettelbach von der gleichen Werkstatt oder dem gleichen Steinmetz geschaffen wurde, ist allerdings unklar.
Der Schwarzenauer Bildstock stand zunächst auf halber Höhe zwischen Schwarzenau und Neuses am Berg an einem Wegkreuz. Die Wallfahrer auf dem Weg zur Kirche Maria im Sand rasteten dort. Im Jahr 1920 ließ Georg Sauer den Stock restaurieren. Vor der neuerlichen Renovierung durch Richard Sauer im Jahr 1956 wurde der Bildstock versetzt. An die heutige Stelle kam die Marter 1976, nachdem ein Traktor den Stock umgestoßen hatte. Das Bayerische Landesamt für Denkmalpflege ordnet den Bildstock unter der Nummer D-6-75-165-44 als Baudenkmal ein.

## Beschreibung
Der Bildstock hat einen kreisrunden Bildaufsatz. Ein Blütenkranz rahmt die Darstellung der Krönung Mariens durch die Heiligste Dreifaltigkeit ein. Unterhalb einer Taube, die den Heiligen Geist symbolisiert, halten Jesus (links) und Gottvater (rechts) eine Krone über die kniende Maria. Die äußere Begrenzung bilden vier Engel, deren Flügel sich miteinander verschlingen. Darunter befindet sich ein Relief des Ortspatrons Laurentius mit dem Rost.